# G-Star Raw

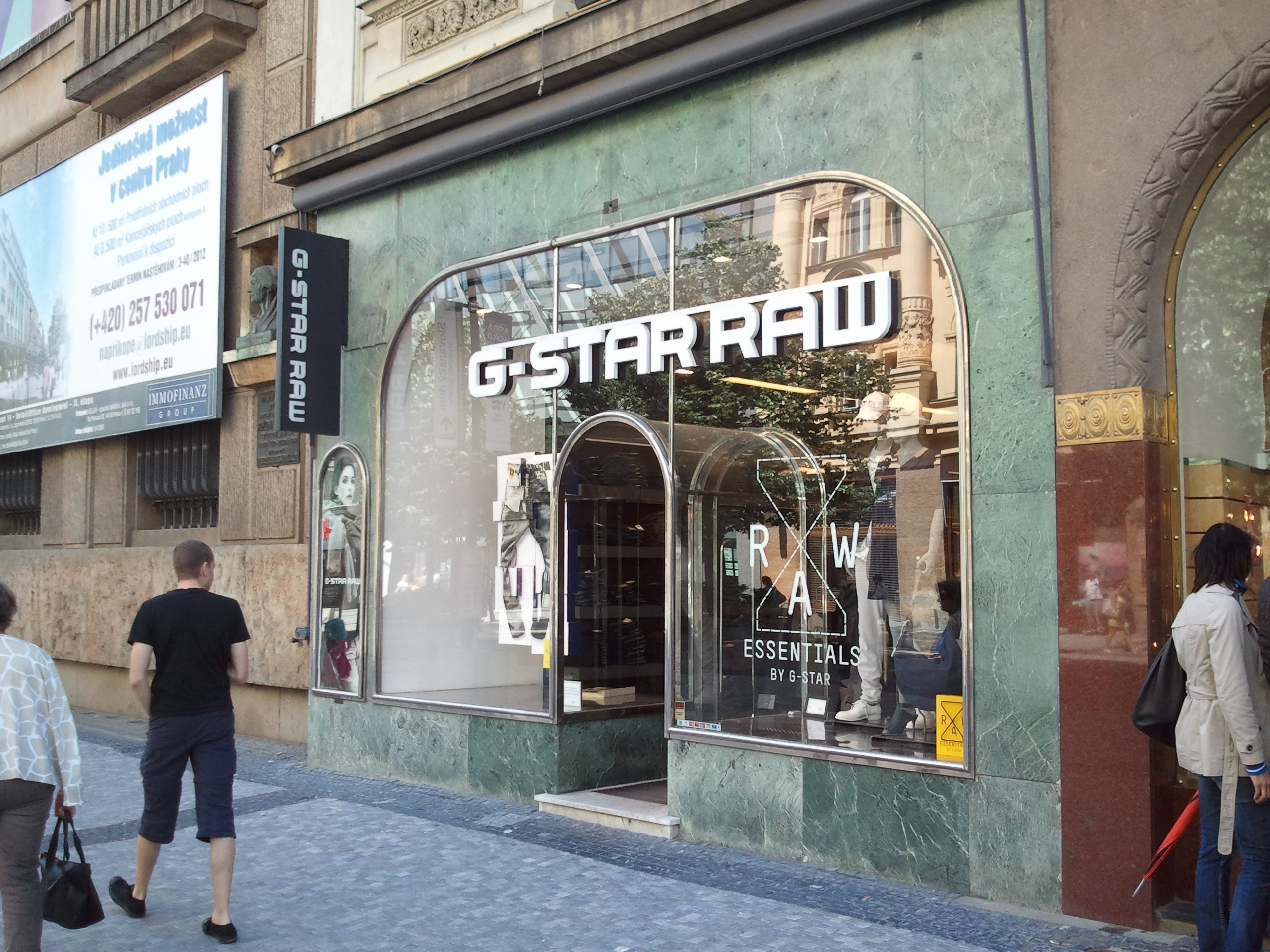
Botiga de G-Star RAW a Praga.

G-Star RAW (normalment anomenada G-Star) és una empresa de disseny de roba neerlandesa que produeix moda urbana. Entre els seus models hi ha hagut Liv Tyler, Girls' Generation, el Gran Mestre d'escacs Magnus Carlsen. Va exhibir els seus dissenys a la New York Fashion Week de 2008 a 2011.
G-Star es va anomenar originalment Gap Star però es va decidir de canviar el nom en passar a ser una marca internacional, per evitar la confusió amb una altra empresa ja establerta, Gap. La marca s'especialitza en la fabricació de teixits de denim. G-Star està influïda també per la roba militar. Els seus dissenys estan inspirats en la roba militar antiga d'arreu del món. Alguns exemples inclouen dissenys especials de les butxaques i l'ús de rivets.
La marca esponsoritza el número u mundial d'escacs, Magnus Carlsen, que va participar en una campanya publicitària per la marca el 2010, posant, juntament amb Liv Tyler, per una sèrie de fotos fetes pel fotògraf Anton Corbijn. La marca va organitzar també un torneig d'escacs per internet, on els particulars podien enfrontar-se a Carlsen.
Les botigues emblemàtiques de G-Star són a Nova York, San Francisco, Los Angeles, Edimburg, Melbourne, Sydney, París, Londres, Cardiff, Santiago de Xile i als Països Baixos, com a base, al més luxós carrer comercial d'Amsterdam, el P.C. Hooftstraat. En total, G-Star té més de 6500 punts de venda arreu del món.

## Història de la marca
G-Star fou fundada el 1989, i s'especialitzà en roba texana als Països Baixos. Produïa pantalons vaquers, samarretes, i d'altres articles de roba. El 1996, G-Star va introduir la roba texana sense tractar.